# Raymond Unwin
Sir Raymond Unwin (Rotherham, 1863 — Lyme,29 de junho de 1940) foi um urbanista britânico.
Associou-se com Barry Parker para construir a primeira e célebre cidade jardim de Letchworth e o Hampstead Garden Suburb. Ocupou em Birmingham uma das primeiras cadeiras de Town Planning fundada por Cadbury.